# Diego Silva (Fußballspieler, 1965)
Diego Silva (* 1965 im Bundesstaat Jalisco) ist ein ehemaliger mexikanischer Fußballspieler, der zu Beginn seiner aktiven Laufbahn auf der Position eines Stürmers spielte, in der höchsten Spielklasse Mexikos aber stets im defensiven Mittelfeld eingesetzt wurde.

## Karriere
Nachdem Diego Silva in seiner Kinder- und Jugendzeit ausschließlich Basketball gespielt hatte, lief er gelegentlich in der Amateurmannschaft des Club Deportivo Oro auf, wo er von Talentscouts entdeckt und an den 1986 in die zweite Liga zurückgekehrten Club Deportivo Tapatío, einem Farmteam des Club Deportivo Guadalajara, vermittelt wurde.
Aufgrund seiner überzeugenden Leistung, die Silva als Mittelstürmer bei Tapatío bot, wurde er 1988 vom Mutterverein Chivas Guadalajara in die erste Mannschaft geholt, aber in der Anfangszeit nicht berücksichtigt. Erst als eine Personalnot im defensiven Mittelfeld bestand, wurde er von seinem Trainer Alberto Guerra auf dieser Position eingesetzt, die er von nun an dauerhaft behielt, wenngleich er sich aufgrund seines Torinstinktes immer wieder bei Offensivaktionen beteiligte.
Insgesamt kam Silva für Chivas Guadalajara in der höchsten Spielklasse zu 115 Einsätzen, bei denen er 11 Tore erzielte.
Seinen ersten Treffer erzielte er am 17. September 1989 zum 2:1-Endstand bei Deportivo Toluca und seinen letzten Treffer am 28. März 1993 zur 1:0-Führung beim 3:2-Heimsieg gegen die UNAM Pumas. Seine erfolgreichste Phase als Torjäger hatte Silva in der Rückrunde der Saison 1991/92, als er zwischen dem 25. Januar 1992 beim CF Atlante und dem 18. April 1992 bei den UANL Tigres insgesamt fünf Tore erzielte.
Zur Saison 1993/94 wurde Silva vom Club Santos Laguna verpflichtet, für den er in der Saison 1993/94 weitere zwei Treffer in der höchsten Spielklasse erzielte und zum ersten Mal in der noch jungen Vereinsgeschichte die Finalspiele gegen die UAG Tecos erreichte, die jedoch etwas unglücklich (mit 1:0 und 0:2 nach Verlängerung) verloren wurden.
Seine letzte Saison 1996/97 verbrachte Silva bei Deportivo Toluca, bevor er seine aktive Laufbahn beendete. 
Anschließend arbeitete Silva mehr als zwanzig Jahre als Sportreporter. In dieser Tätigkeit schrieb er für mehrere mexikanische Zeitungen, arbeitete als Kommentator für Televisa und hatte eine eigene Radiosendung. Außerdem arbeitete er als Unternehmer im Bau- und Immobiliengewerbe.

## Trivia
Silva begann seine aktive Laufbahn beim Club Deportivo Guadalajara, obwohl sich seine ganze Familie zum Stadtrivalen Atlas Guadalajara bekennt. Doch Diego Silva selbst mochte Atlas zeitlebens nie, wenngleich er sich emotional auch nicht sehr zu Chivas hingezogen fühlt. Die beste Phase seines fußballerischen Lebens verbindet er mit Santos Laguna, denen er sich daher auch heute noch am meisten verbunden fühlt.
Seine Vereinszugehörigkeiten waren insofern mit einer gewissen Tragik verbunden, als er 1988 zu Guadalajara kam, die ein Jahr zuvor die Meisterschaft gewonnen hatten, während seine Vereinszugehörigkeit bei Santos Laguna und Toluca jeweils endete, bevor diese Mannschaften ein Jahr später einen Meistertitel gewannen.